# Fekete Ház solingeni művésztelep

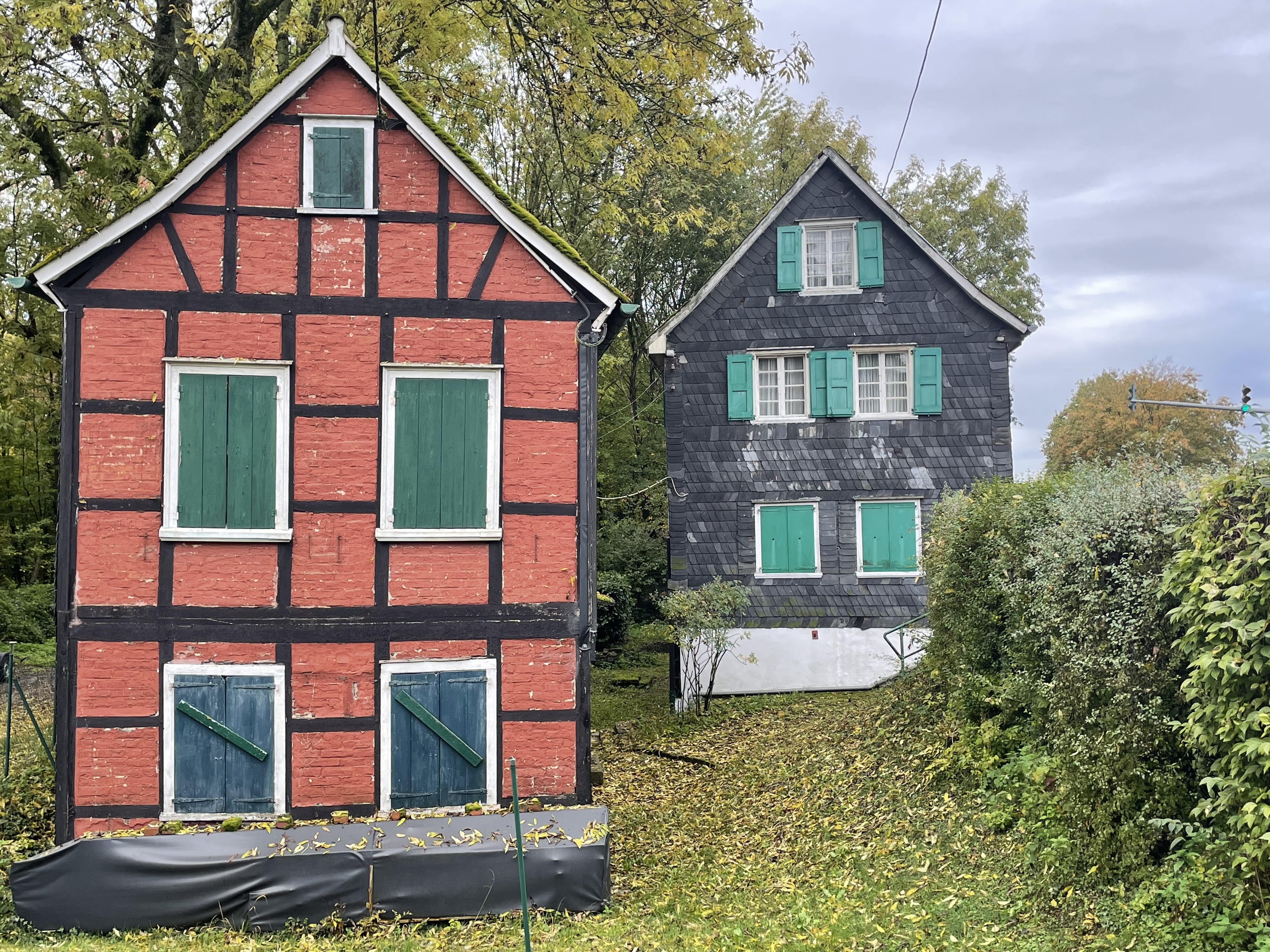
A Vörös és a Fekete Ház – A solingeni művésztelep fix pontja

Tábla a Fekete Házon

A solingeni Fekete Ház művésztelep egy festőcsoportot jelöl, amely Erwin Bowienből, Bettina Heinen-Ayechből és Amud Uwe Milliesből áll, és a második világháború után alakult Solingenben.

## A hely

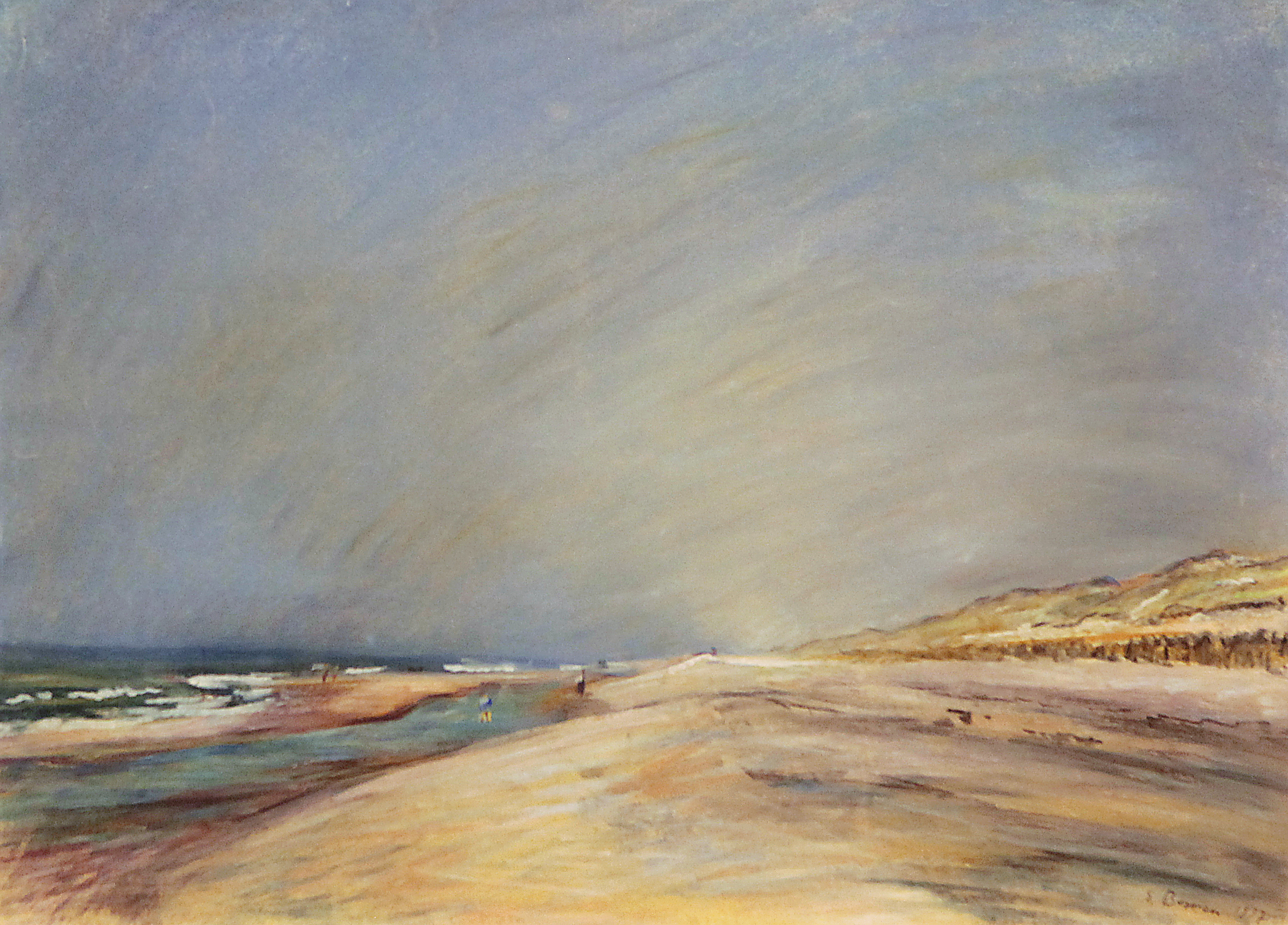
Erwin Bowien: Egmond an Zee (1937)

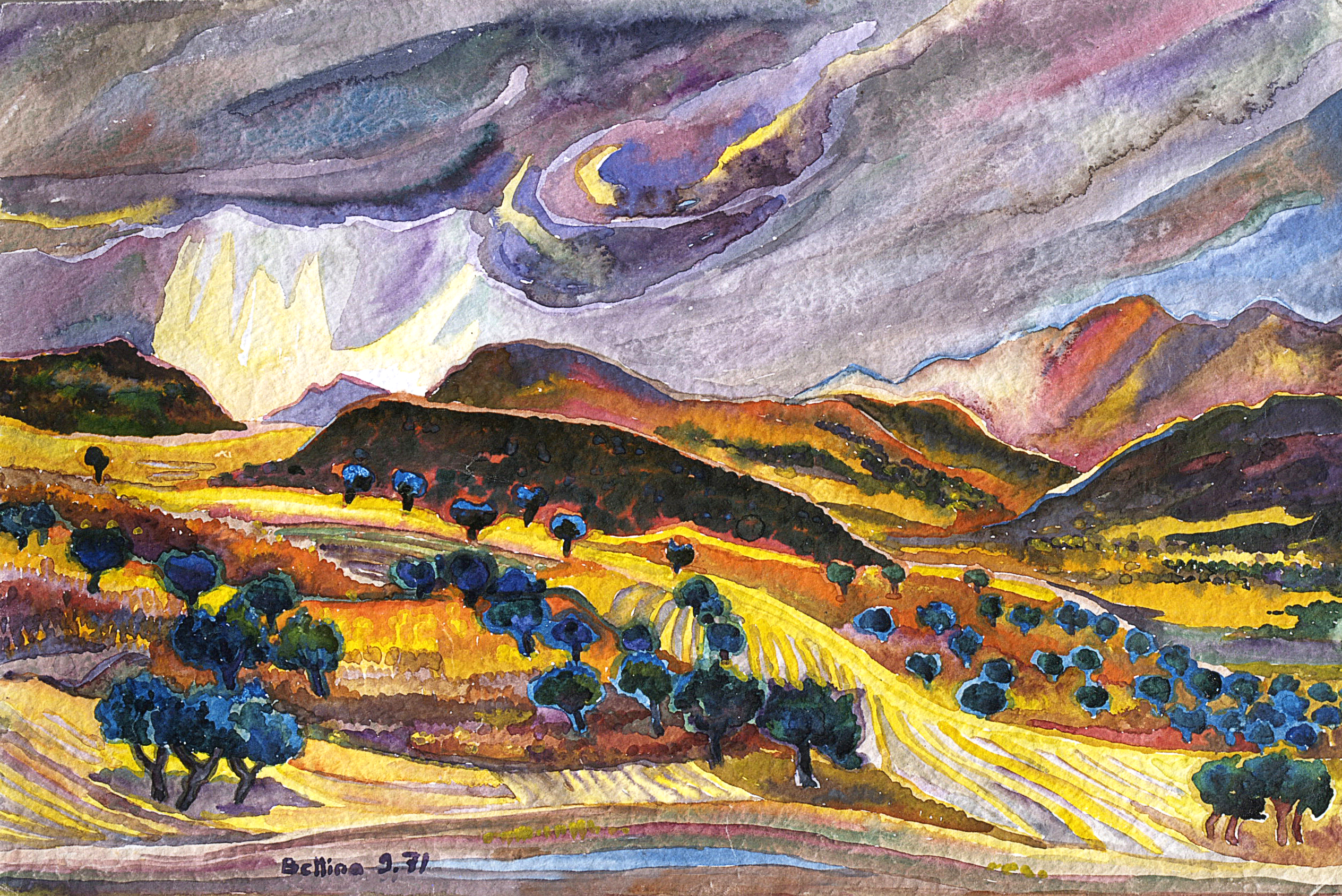
Bettina Heinen-Ayech: Nyári zápor Algériában (1974)

A művésztelep kiindulópontja Erna Heinen-Steinhoff (1898–1969) és férje, Hanns Heinen (1895–1961) költő és újságíró solingeni irodalmi-kulturális szalonja volt, ahol olyan Nobel-díjas személyiségek is megfordultak, mint Sigrid Undset és Rabindranath Tagore. Az 1920-as évek végén csatlakozott hozzájuk a festő Erwin Bowien. 1932-ben a Heinen házaspár Solingen Höhscheid városrészében két történelmi jelentőségű favázas házat vásárolt meg. A „Vörös Ház” és a „Fekete Ház” néven ismert épületek az ezt követő közel 90 évben művészek, irodalmárok és értelmiségiek találkozóhelyévé váltak, és műteremházként is funkcionáltak.

## A személyek
Bowien, Heinen-Ayech és Millies alkották Solingen „festői háromcsillagát”. A „korszellemmel“ ellentétben, amely az absztrakciót részesítette előnyben, a három művész elsősorban portrékat, tájképeket, városképeket és hétköznapi életjeleneteket festett.
Ezen túlmenően Erwin Bowien világnézetileg is meghatározta a művésztelep szellemiségét: már korán európainak vallotta magát, kereste a párbeszédet más kultúrákkal, több nyelvet beszélt, és aktívan kiállt a népek közötti barátságért.
Bettina Heinen-Ayech egy algériai férfihoz ment feleségül, élete nagy részét férje hazájában töltötte, és festményein az ottani tájat örökítette meg. Uwe Millies pedig az 1960-as évek közepétől Kelet-Európát, a Távol-Keletet  és Amerikát járta be. Az egyik egyiptomi utazásáról az Amud (Bot) ragadványnévvel tért haza. A csoport tagjai hármasban beutazták Európát:   „A trió számos közös festői utazást tett. Bár különböző generációk képviselői voltak, szoros személyes kapcsolat fűzte őket egymáshoz.” Tevékenységük fix pontjai a két solingeni ház és a Bergisches Land vidéke voltak.

## Az örökség
2022-ben Bettina Heinen-Ayech fia, a müncheni orvos, Haroun Ayech megalapította a „Bettina Heinen–Ayech Alapítványt – Alapítvány a művészetért, kultúráért és nemzetközi párbeszédért”, hogy ápolja a művésztelep örökségét. 2023 februárjában a „Fekete Ház” csatlakozott az „European Federation of Artists´ Colonies”szövetséghez majd röviddel ezután az Európa Tanács „Impressionisms Routes” kulturális útvonalának is részévé vált. 
2024 októbere és 2025 áprilisa között a solingeni művésztelep alkotásait először mutatták be közös kiállításon a Dachaui Képtárban. A Süddeutsche Zeitung szerint a látogatók az ottani kiállításokon általában „aranykeretes olajfestményeken megörökített erdei magányt, réteket és felhőhegyeket, kérődző teheneket várnak. Most azonban: Wuppertal. Egy acélhíd ível át egy aszfaltból álló folyódeltán, ostorlámpák és többszintes lakó- és üzletházak szegélyezik az utcákat, néhány autó és elszórtan járókelők láthatók – egy városi panoráma 1961-ből. A közönség ámul és bámul.” A kiállításon azonban egyéb motívumok is megjelennek, mint Svájc Oberland régiója, Augsburg, Velence, Norvégia, Nepál és számos más helyszín.

## Kiállítások
- 2024 Dachaui Képtár: „Úton a világban – A solingeni művésztelep”

## Szakirodalom
- Zweckverband Dachauer Galerien und Museen (szerk.): Úton a világban. A solingeni művésztelep. Katalógus a Dachaui Képtárban megrendezett „Úton a világban – A solingeni művésztelep” című kiállításhoz (2024. október 31. – 2025. április 27.). 2024, ISBN 978-3-949683-07-7.

## Fordítás
Ez a szócikk részben vagy egészben  a   Künstlerkolonie Solingen „Schwarzes Haus“ című német Wikipédia-szócikk ezen változatának fordításán alapul.  Az eredeti cikk szerkesztőit annak laptörténete sorolja fel. Ez a jelzés csupán a megfogalmazás eredetét és a szerzői jogokat jelzi, nem szolgál a cikkben szereplő információk forrásmegjelöléseként.